# Lysimachia alpestris
Lysimachia alpestris är en viveväxtart som beskrevs av John George Champion och George Bentham. Lysimachia alpestris ingår i släktet lysingar, och familjen viveväxter. Inga underarter finns listade i Catalogue of Life.